# Gheorghe Sima
Gheorghe Sima este un politician din Republica Moldova, fost ministru al educației în Guvernul Vasile Tarlev (1) între februarie 2002 și iulie 2003.